# 允能
允能（いんのう、生没年不詳）は、室町時代の医僧。通称、三位。法眼に叙せられた。

## 人物
坂士仏の孫で、正長・永享年間の人。
正長元年（1428年）、称光天皇の病気を治癒させたほか、さらに永享3年（1431年）には、室町幕府将軍足利義教の病気を治癒させたという。
著作として『瑠璃壺』がある。